# Ochtrup
Ochtrup – miasto w Niemczech, w kraju związkowym Nadrenia Północna-Westfalia, w rejencji Münster, w powiecie Steinfurt, przy granicy z Dolną Saksonią i Holandią. W 2010 zamieszkiwało je 19 430 osób.

## Historia
Teren, na którym położone jest współczesne miasto zasiedlony był już w epoce neolitu. Miejscowość po raz pierwszy wzmiankowane w 1143 jako Ochtepe. Jako wieś parafialna wzmiankowana po raz pierwszy w 1203. W latach 1595 i 1598 spalona przez Hiszpanów podczas wojny hiszpańsko-niderlandzkiej. 

## Współpraca
Miejscowości partnerskie:
- Lichtenvoorde, Holandia
- Valverde del Camino, Hiszpania
- Powiat wieluński, Polska